# Побегайло, Анастасия Анатольевна
Анастасия Анатольевна Побегайло (бел. Анастасія Анатольеўна Пабегайла; род. 23 января 2004, Ляховичи, Брестская область) — белорусская футболистка, нападающий датского клуба «Фортуна» и сборной Белоруссии.

## Биография
Является воспитанницей женского футбольного клуба «Минск».
29 марта 2020 года дебютировала за основную команду в финальном матче за Суперкубок Белоруссии. 1 мая провела свой первый матч в рамках чемпионата Белоруссии, выйдя в стартовом составе на игру против клуба «Днепр-Могилёв». Была заменена на 65-й минуте игры. В сезоне 2020 забила 5 голов, войдя в топ-30 лучших бомбардиров.
В январе 2023 года футболистка перешла в датский клуб «Фортуна».

### В сборной
Дебют в сборной до 17 лет состоялся 15 сентября 2019 года в матче против Исландии в рамках отборочного турнира к чемпионату Европы (1:10).
22 сентября 2020 года дебютировала за национальную сборную Белоруссии в матче против Фарерских островов (2:0), выйдя на поле вместо своей одноклубницы Анны Сас на 61-й минуте игры.

## Достижения
«Минск»
- Обладательница Суперкубка Белоруссии: 2020